# Чернобиљ
Чернобиљ (укр. Чорнобиль, рус. Чернобыль) градић је у Украјини, у Кијевској области, који се налази у близини украјинско-белоруске границе. Град је удаљен 100 km од Кијева и 15 km од Чернобиљске нуклеарне електране.
Прије нуклеарне несреће 1986. године у мјесту је живјело око 14.000 становника. Цијело окружење је из безбједносних разлога под посебним надзором. Чернобиљ је у 19. и 20. вијеку био веома важно трговачко и индустријско средиште на ријечном путу између Балтичког и Црног мора.

## Чернобиљска катастрофа
Чернобиљ је данас искључиво познат по Чернобиљској нуклеарној електрани и нуклеарној несрећи због које су становници града и околине напустили читаво подручје из сигурносних, односно здравствених разлога одмах након несреће.
До несреће је дошло 26. априла 1986. године, усљед грешке у дизајну самог реактора, тачније у вертикалним шипкама које контролишу рад реактора. Несрећи је свакако доприњело и неадекватно обучено особље. Експлозија која је услиједила је уништила четврти реактор у електрани. 
Град је до данас остао под редовном надзором украјинских државних служби за заштиту околине.

## Град данас
Након бројних истраживања са сигурношћу се може рећи да је највећи дио радиоактивних честица још увијек иза челичних зидова електране. Истраживања су показала да су се на шире подручје градске околине вратиле бројне животињске врсте које се не могу наћи на простору којим управља човјек.
Нажалост, у ваздуху се још увијек налазе радиоактивне честице.